# Seattle Children's
Seattle Children's, formálně Dětská nemocnice a regionální zdravotní středisko (anglicky Children's Hospital and Regional Medical Center), je soukromá dětská nemocnice nacházející se v americkém městě Seattle.

## Historie
Nemocnice byla založena roku 1907 Annou Herr Clisovou po tom, co v roce 1898 zemřel na zánětlivý revmatismus její pětiletý syn Willis. Její jméno tehdy znělo Dětská ortopedická nemocnice (Children's Orthopedic Hospital) a sídlila v budově se sedmi lůžky ve čtvrti Downtown, než své sídlo v roce 1908, rok po založení, přemístila do čtvrti Queen Anne Hill. Roku 1953 došlo k dalšímu, již poslednímu přestěhovaní, tentokrát do čtvrti Laurelhurst, kde se nachází i stávající nemocniční kampus. V roce 1997 byl oficiální název nemocnice změněn na Dětská nemocnice a regionální zdravotní středisko (Children's Hospital and Regional Medical Center). K roku 2015 měla nemocnice kapacitu 371 lůžek a zaměstnávala více než 6 168 lidí.